# Rudolfiella picta
Rudolfiella picta là một loài thực vật có hoa trong họ Lan. Loài này được (Schltr.) Hoehne miêu tả khoa học đầu tiên năm 1953.

## Hình ảnh

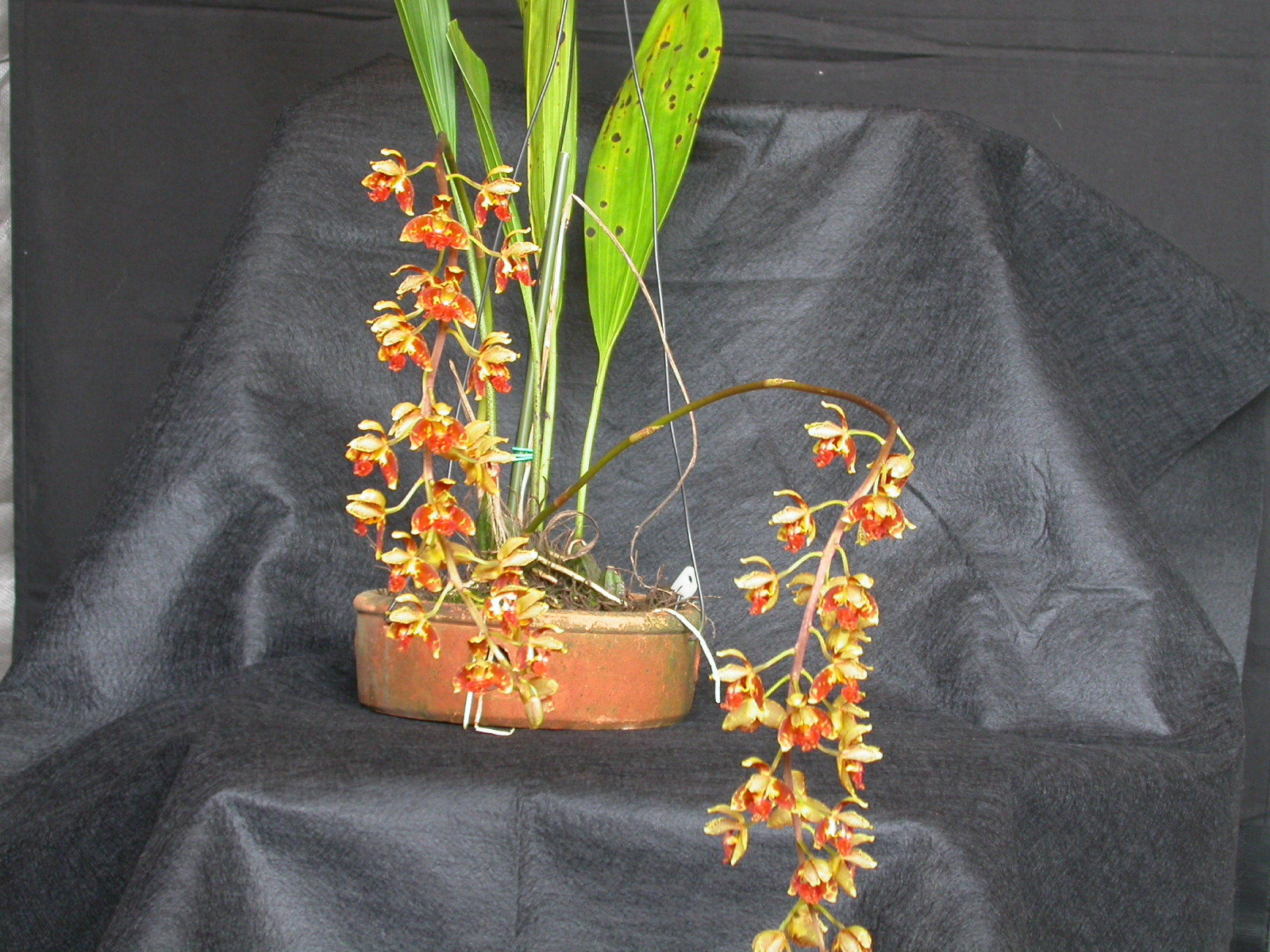
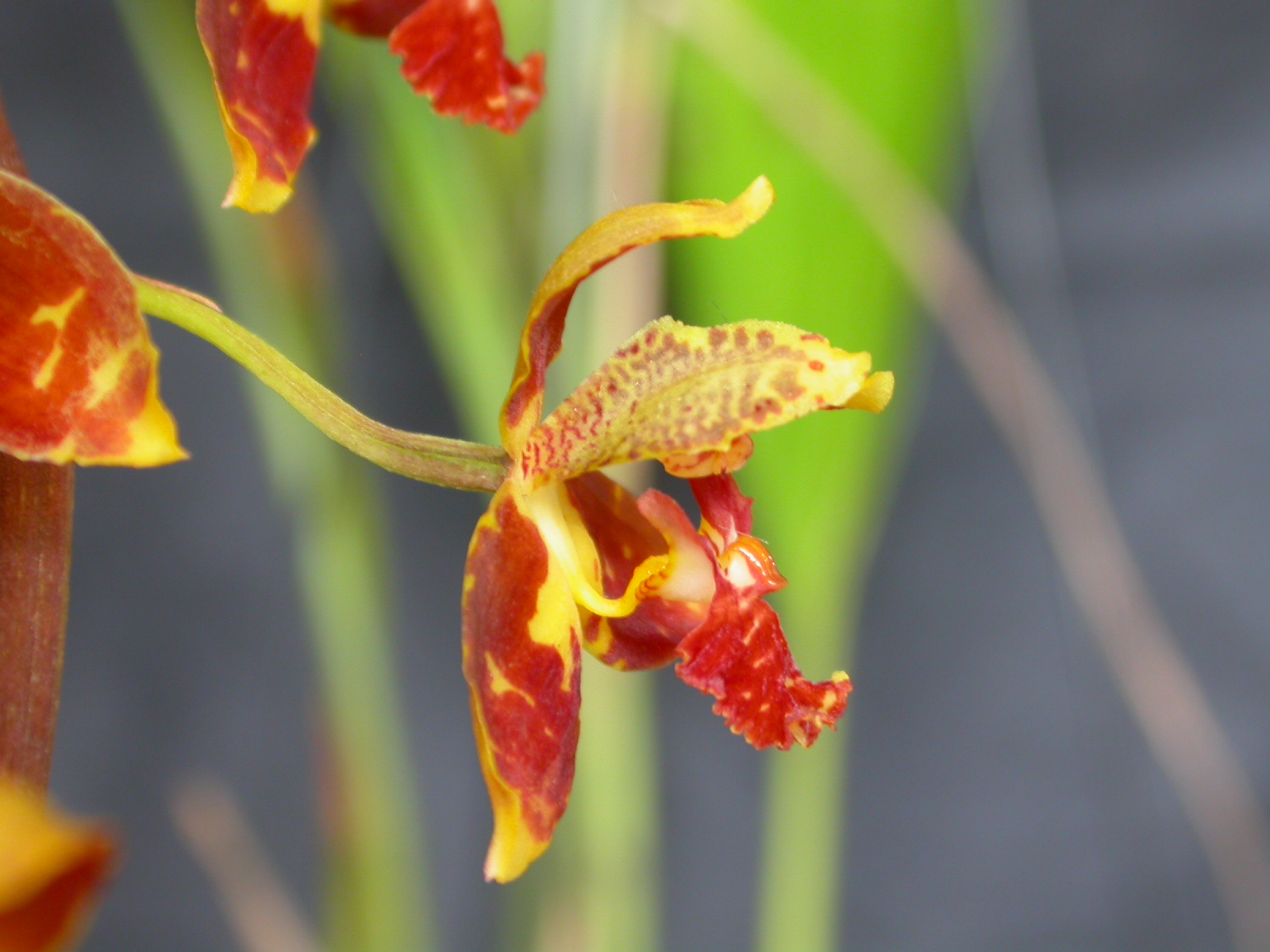